# Nechtan (dieu celte)
Pour les articles homonymes, voir Nechtan (homonymie).

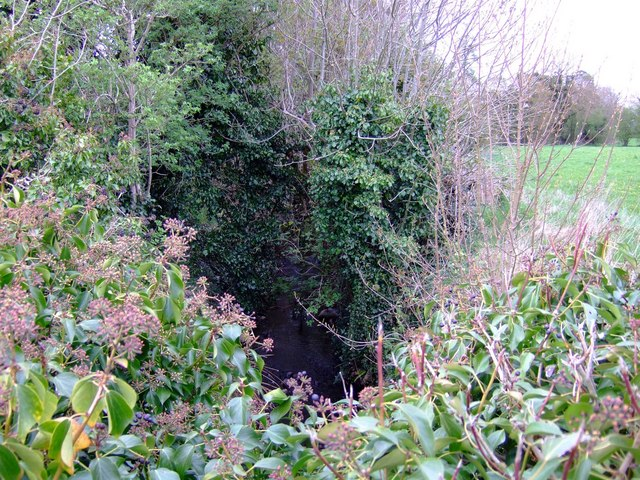
Source de la rivière Boyne

Nechtan, dans la mythologie celtique irlandaise, est un dieu souverain de l'Autre Monde (sidh). C'est l’un des frères du Dagda, le dieu le plus important de la hiérarchie, après Lug et le fils de Collbran. 

## Mythologie comparée
Il possède la Segais, source magique dans laquelle se baigne Boann pour se laver d’une relation coupable. Elle y perd un bras, une jambe et un œil, puis devient la rivière Boyne. La raison principale de sa punition n'est pas son adultère, mais qu'elle ait menti. Nechtan, « rejeton des eaux », est comme Dagda un Feu gardien de la vérité. 
Selon les récits, Nechtan est son père ou son époux. La Segais est gardée par trois échansons, Flesc, Lâm et Luam car neuf noisetiers magiques donnent des fruits de la connaissance et de la sagesse. Il est possible que ce soit une représentation de Nuada. 
Georges Dumézil et d'autres comparatistes ont montré que Nechtan est l'équivalent de la divinité Apam Napat (« le Descendant des eaux ») dans la mythologie indo-iranienne, du Neptune romain, du dieu grec Poséidon et du dieu celte Maponos. Les trois premiers remontent à un radical indo-européen *nepot-/*nept-. Le lien étymologique qui unit ces divinités est doublé par des similitudes dans les légendes et le rituel (celui en particulier des Neptunalia latines). Sa légende principale est un reflet du concept paradoxal du « feu dans l'eau ».
Le parallèle avec la légende de sainte Nolwenn et de Nizhan en Bretagne, de Nechtan en Irlande et des apparentés indo-européens a été explicitée par Philippe Jouët dans son Dictionnaire de la mythologie et de la religion celtiques, Yoran éditeur, s.v. Nechtan.